# Temporada 1949 de la NFL
La Temporada 1949 de la NFL fue la 30.ª en la historia de la NFL. Antes de la temporada, el dueño de
Boston Yanks, Ted Collins pidió ayuda a la liga debido a problemas financieros de su equipo, y solicitó el traslado a la ciudad de New York. Este nuevo equipo se llamaría la New York Bulldogs. Como resultado, el fútbol profesional no volvería a Boston hasta que los Patriots comenzaron a jugar en 1960.
A medida que la temporada regular llegó a su fin, un acuerdo de fusión entre la NFL y la All-America Football Conference fue anunciado el
9 de diciembre de. Tres equipos AAFC se unieron a la NFL en 1950, los Cleveland Browns, San Francisco 49ers y Baltimore Colts.
La temporada finalizó el 18 de diciembre cuando los Philadelphia Eagles vencieron a Los Angeles Rams 14-0 por el juego de campeonato de la NFL. En las condiciones de barro, con las fuertes lluvias en el sur de California mantuvo la asistencia alrededor de 23.000 personas en el L.A. Memorial. Ambos equipos tenían fuertes ofensivas, pero fueron limitadas severamente por las pobres condiciones del campo. La pobre gestión de los Eagles y los Rams habían favorecido que se pospusiera el partido por una semana, pero fueron rechazados por el comisionado Bert Bell.

## Principales cambios en las reglas
- Fue re-adoptada la regla de sustitución libre (cualquiera o todos los jugadores pueden ser reemplazados por sustitutos después de cualquier juego) durante un año. La norma fue aprobada previamente en 1943 en respuesta a las empobrecidas listas durante la Segunda Guerra Mundial, pero derogada en 1946.
- Los cascos de plástico se permitieron una vez más, después de haber sido declarado ilegal en 1948.

## Carrera Divisional
En la División Este, Filadelfia y Pittsburgh tenían un registro de 4-1-0 hasta que se enfrentaron en la semana seis. Los Eagles ganaron 38-7, y mantuvo su ventaja por el resto de la temporada. En la División Oeste, los Rams tuvieron un inicio 6-0-0, mientras que los Bears 3-3-0 a
mitad de temporada. Aunque los Bears ganaron todos sus juegos restantes, no llegaron a alcanzar a los Rams, que terminaron en 8-2-2.
| Semana | Oeste                              | Marca | Este                | Marca  |
| ------ | ---------------------------------- | ----- | ------------------- | ------ |
| 1      | 3 equipos (Rams, Bears, Cardinals) | 1–0–0 | Empate (Phi, Pit)   | 1–0–0  |
| 2      | Los Angeles Rams                   | 2–0–0 | Philadelphia Eagles | 2–0–0  |
| 3      | Los Angeles Rams                   | 3–0–0 | Philadelphia Eagles | 3–0–0  |
| 4      | Los Angeles Rams                   | 4–0–0 | Empate (Phi, Pit)   | 3–1–0  |
| 5      | Los Angeles Rams                   | 5–0–0 | Empate (Phi, Pit)   | 4–1–0  |
| 6      | Los Angeles Rams                   | 6–0–0 | Philadelphia Eagles | 5–1–0  |
| 7      | Los Angeles Rams                   | 6–1–0 | Philadelphia Eagles | 6–1–0  |
| 8      | Los Angeles Rams                   | 6–1–1 | Philadelphia Eagles | 7–1–0  |
| 9      | Los Angeles Rams                   | 6–1–2 | Philadelphia Eagles | 8–1–0  |
| 10     | Los Angeles Rams                   | 7–1–2 | Philadelphia Eagles | 9–1–0  |
| 11     | Los Angeles Rams                   | 7–2–2 | Philadelphia Eagles | 10–1–0 |
| 12     | Los Angeles Rams                   | 8–2–2 | Philadelphia Eagles | 11–1–0 |

## Temporada regular
V = Victorias, D = Derrotas, E = Empates, CTE = Cociente de victorias, PF= Puntos a favor, PC = Puntos en contra
Nota: Los juegos empatados no fueron contabilizados de manera oficial en las posiciones hasta 1972
| Philadelphia Eagles | 11 | 1  | 0 | .917 | 364 | 134 |
| Pittsburgh Steelers | 6  | 5  | 1 | .545 | 224 | 214 |
| New York Giants     | 6  | 6  | 0 | .500 | 287 | 298 |
| Washington Redskins | 4  | 7  | 1 | .364 | 268 | 339 |
| New York Bulldogs   | 1  | 10 | 1 | .091 | 153 | 368 |

| Los Angeles Rams  | 8 | 2  | 2 | .800 | 360 | 239 |
| Chicago Bears     | 9 | 3  | 0 | .750 | 332 | 218 |
| Chicago Cardinals | 6 | 5  | 1 | .545 | 360 | 301 |
| Detroit Lions     | 4 | 8  | 0 | .333 | 237 | 259 |
| Green Bay Packers | 2 | 10 | 0 | .167 | 114 | 329 |

## Juego de Campeonato
- Philadelphia 14, Los Ángeles 0 , 18 de diciembre de 1949, L.A. Memorial, Los Ángeles, California

## Líderes de la liga
| Estadísticas | Nombre          | Equipo        | Yardas |
| ------------ | --------------- | ------------- | ------ |
| Pasando      | Johnny Lujack   | Chicago Bears | 2.658  |
| Corriendo    | Steve Van Buren | Philadelphia  | 810    |
| Recibiendo   | Bob Mann        | Detroit       | 1.116  |